# Литл-Фолс (тауншип, Миннесота)
Литл-Фолс (англ. Little Falls) — тауншип в округе Моррисон, Миннесота, США. На 2000 год его население составило 1624 человека.

## География
По данным Бюро переписи населения США площадь тауншипа составляет 94,1 км², из которых 89,8 км² занимает суша, а 4,3 км² — вода (4,54 %).

## Демография
По данным переписи населения 2000 года здесь находились 1624 человека, 533 домохозяйства и 459 семей.  Плотность населения —  18,1 чел./км².  На территории тауншипа расположено 546 построек со средней плотностью 6,1 построек на один квадратный километр. Расовый состав населения: 98,77 % белых, 0,12 % афроамериканцев, 0,18 % коренных американцев, 0,12 % азиатов, 0,18 % — других рас США и 0,62 % приходится на две или более других рас. Испанцы или латиноамериканцы любой расы составляли 0,62 % от популяции тауншипа.
Из 533 домохозяйств в 42,0 % воспитывались дети до 18 лет, в 78,2 % проживали супружеские пары, в 5,3 % проживали незамужние женщины и в 13,7 % домохозяйств проживали несемейные люди. 10,7 % домохозяйств состояли из одного человека, при том 3,2 % из — одиноких пожилых людей старше 65 лет. Средний размер домохозяйства — 3,02, а семьи — 3,23 человека.
30,9 % населения — младше 18 лет, 7,0 % — в возрасте от 18 до 24 лет, 29,6 % — от 25 до 44, 23,4 % — от 45 до 64, и 9,1 % — старше 65 лет. Средний возраст — 36 лет. На каждые 100 женщин приходилось 109,5 мужчин.  На каждые 100 женщин старше 18 приходилось 107,8 мужчин.
Средний годовой доход домохозяйства составлял 56 196 долларов, а средний годовой доход семьи —  60 250 долларов. Средний доход мужчин — 35 000  долларов, в то время как у женщин — 25 688. Доход на душу населения составил 22 083 доллара. За чертой бедности находились 2,1 % семей и 2,5 % всего населения тауншипа, из которых 1,9 % младше 18 и 4,7 % старше 65 лет.